# Louis Echave
Pour l’article homonyme, voir Federico Echave.
Pas d'image ? Cliquez ici

a Compétitions nationales et continentales officielles uniquement.

b Matchs officiels uniquement.
 Louis Echave, est né le 18 juin 1934 à Ciboure et décédé le 31 janvier 2014 à Colayrac-Saint-Cirq. C’est un ancien joueur de rugby à XV, qui a joué avec l'équipe de France en 1961, évoluant au poste de deuxième ligne (1,88 m pour 86 kg). Il a participé à la tournée de l'équipe de France en Afrique du Sud, se cassant la main lors d'un match à Pretoria. Il est mort le 31 janvier 2014.

## Carrière

### En équipe de France
Joueur lors de la tournée en Afrique du Sud en 1958.
Il a disputé un test match le 7 janvier 1961, contre l'équipe d'Écosse, dans le cadre du Tournoi des Cinq Nations 1961.

## Palmarès

### En club
- Championnat de France : 1962
- Challenge Yves du Manoir : 1963

### En équipe de France
- 2 sélections en 1958 et 1961.
- Tournoi des Cinq Nations disputé : 1961 (remporté par la France)